# Artjom Sarkissowitsch Terjan
Artjom Sarkissowitsch Terjan (* 5. März 1930 in Kirowabad, Aserbaidschanische SSR; † April 1970 in Baku) war ein sowjetischer Ringer. Er war Weltmeister 1953 und Bronzemedaillengewinner bei den Olympischen Sommerspielen 1952.

## Werdegang
Artjom Terjan, ein Armenier aus Kirowabad, begann als Jugendlicher mit dem Ringen. Er entwickelte sich bis zu seinem 20. Lebensjahr zu einem Weltklasseringer in beiden Stilarten, der sich bei internationalen Meisterschaften auf den griechisch-römischen Stil spezialisierte. 1950 wurde er erstmals sowjetischer Meister im griechisch-römischen Stil im Bantamgewicht. Diesen Erfolg wiederholte er 1951, als er vor dem Moskauer Lenz und Wladimir Staschkewitsch aus Rostow am Don gewann. Im gleichen Jahr wurde er auch sowjetischer Meister im freien Stil im Bantamgewicht.
Seine internationale Karriere begann Artjom bei den Weltfestspielen der Jugend in Berlin (Ost). Er gewann bei dieser Veranstaltung, die als Gegenpol der sozialistischen Staaten zu den Olympischen Spielen galt, im griechisch-römischen Stil im Bantamgewicht vor Imre Hódos aus Ungarn.
1952 wurde Artjom erneut sowjetischer Meister im griechisch-römischen Stil vor Telkow, Moskau und Roman Dsneladse, Tiflis, allerdings im Federgewicht. Bei den Olympischen Spielen des gleichen Jahres in Helsinki, den ersten Olympischen Spielen, an denen die Sowjetunion teilnahm, gewann Artem mit sechs Siegen im Bantamgewicht die Bronzemedaille. Im Kampf um die Goldmedaille besiegten sich dabei Artjom Terjan, Zakaria Chihab aus dem Libanon und Imre Hódos aus Ungarn gegenseitig, so dass die Punkte aus den Vorkämpfen entscheiden mussten. Dabei hatte Artjom das Pech, dass bei den sechs von ihm gewonnenen Kämpfen fünf Punktsiege waren, womit er jeweils einen Fehlpunkt zudiktiert bekam. Chihab und Hódos hatten das Glück, jeweils ein Freilos zu erhalten, womit sie bei jeweils vier Punktsiegen nur auf vier Fehlpunkte kamen und damit vor Artjom lagen. Artjom, der also einen Sieg mehr aufzuweisen hatte als Chihab und Hódos wurde eigentlich für diesen Sieg mit der Bronzemedaille „bestraft“, während Hódos Gold und Chihab Silber gewannen.
1953 gelang Artjom Terjan dann der Sieg bei der Weltmeisterschaft in Neapel im griechisch-römischen Stil im Bantamgewicht. Diesmal blieb er in fünf Kämpfen ohne Niederlage und verwies Imre Hódos auf den 2. Platz.
Bei der Weltmeisterschaft 1955 im griechisch-römischen Stil in Karlsruhe wurde Artjom im Federgewicht eingesetzt. Er besiegte zunächst Roger Bielle aus Frankreich und Joseph Mewis aus Belgien nach Punkten, unterlag dann aber in seinem dritten Kampf ganz überraschend gegen den Italiener Umberto Trippa und musste ausscheiden.
Danach kam Artjom Terjan zu keinen weiteren Einsätzen bei internationalen Meisterschaften mehr.

## Internationale Erfolge
(GR = griechisch-römischer Stil, F = freier Stil, Ba = Bantamgewicht, Fe = Federgewicht, damals bis 57 kg bzw. 62 kg Körpergewicht)
- 1951, 1. Platz, Weltfestspiele der Jugend in Berlin (Ost), GR, Ba, vor Imre Hódos, Ungarn und Francisc Horvath, Rumänien;
- 1952, Bronzemedaille, Olympische Sommerspiele in Helsinki, GR, Ba, mit Siegen über Rudolf Tobola, Polen, Kemal Demirsüren, Türkei, Ion Popescu, Rumänien, Pietro Lombardi, Italien, Hubert Persson, Schweden und Imre Hódos und einer Niederlage gegen Zakaria Chihab, Libanon;
- 1953, 1. Platz, Weltmeisterschaft in Neapel, GR, Ba, mit Siegen über Hubert Persson, Hugo Heuser, BRD, Paul Hänni, Schweiz, Giovanni Cocco, Italien und Imre Hódos;
- 1955, 8. Platz, Weltmeisterschaft in Karlsruhe, GR, Fe, mit Siegen über Roger Bielle, Frankreich und Joseph Mewis, Belgien und einer Niederlage gegen Umberto Trippa, Italien